# FC Kuban Krasnodar
FC Kuban Krasnodar (în limba rusă: ФК «Кубань» Краснодар) a fost un club de fotbal din Krasnodar, Rusia. Fondat în anul 1928, clubul s-a desființat în 2018 din cauza falimentului. Totodată, din sezonul 2004 până la desființare, Kuban a câștigat titlul de nu mai puțin de opt ori, devenind recent una din principalele echipe ale Ligii Naționale a Rusiei. Pentru aceasta un puternic impact l-a avut, de asemenea, antrenorul român Dan Petrescu.

## Palmares
- Campionatul RSFSR (4): 1948, 1962, 1973, 1987
- Prima Divizie Rusă
  - Câștigătoare: 2010
  - Locul 2: 2003, 2006, 2008

## Recorduri europene
| Sezon   | Competiție         | Runda    | Adversar     | Acasă | Deplasare | General |
| ------- | ------------------ | -------- | ------------ | ----- | --------- | ------- |
| 2013–14 | UEFA Europa League | 3Q       | Motherwell   | 1–0   | 2–0       | 3–0     |
| 2013–14 | UEFA Europa League | Play-off | Feyenoord    | 1–0   | 2–1       | 3–1     |
| 2013–14 | UEFA Europa League | Grupa A  | Valencia     | 0–2   | 1–1       | Locul 3 |
| 2013–14 | UEFA Europa League | Grupa A  | Swansea City | 1-1   | 1–1       | Locul 3 |
| 2013–14 | UEFA Europa League | Grupa A  | St.Gallen    | 4–0   | 0–2       | Locul 3 |